# Looizuur

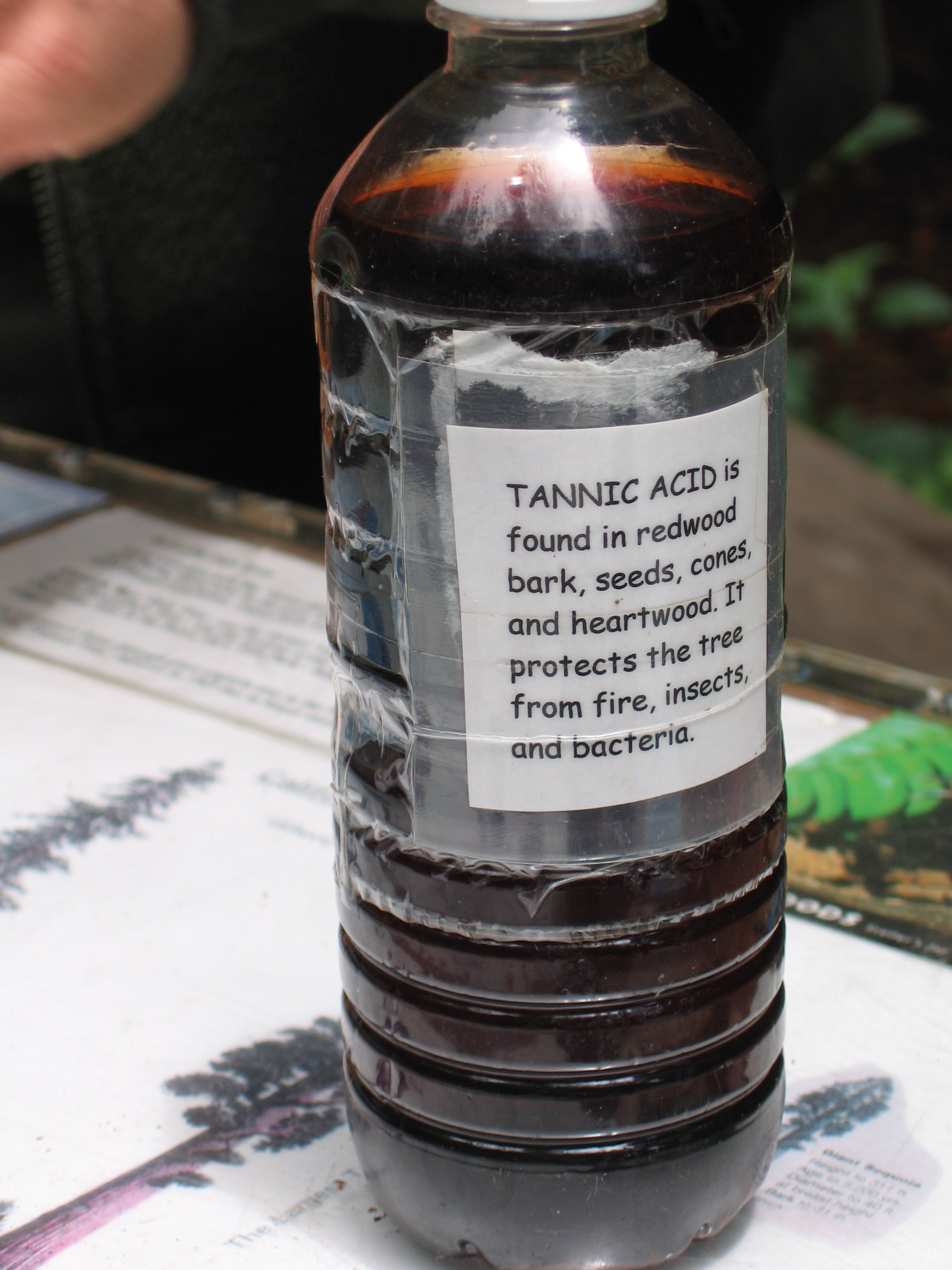
Een fles looizuur

Looizuur of gallotannine is een hydrolyseerbare tannine en komt onder andere voor in de bast van Sequoia's en eiken, in de peul van Caesalpinia spinosa en in galappels. Het beschermt de boom tegen insectenvraat en aantasting door bacteriën. Ook beschermt het de boom bij een bosbrand. Vroeger werd de gedroogde eik (eek) vermalen op een eekmolen en vervolgens tussen de te looien huiden gestrooid.
Looizuur is dus niet hetzelfde als wat onder de verzamelnaam tannine verstaan wordt, waarschijnlijk komt dit met de verwarring van tannic acid → looizuur en tannins → tanninen. Zwarte thee bevat bijvoorbeeld geen looizuur (tannic acid), maar wel andere tanninen. Groene thee echter bevat wel looizuur (gallotannine).
De molecuulformule wordt meestal weergegeven als C76H52O46, maar in feite bestaat het uit een mengsel van verwante stoffen. Het is een polymeer van moleculen van galluszuur en glucose met meestal 8 moleculen galluszuur. Het is een geel tot lichtbruin poeder dat zeer goed in water oplosbaar is; 1 gram looizuur lost op in 0,35 ml water. Het CAS-nummer is 1401-55-4.
Hydrolyseerbare polymeren van galluszuur worden nu vooral voor het leerlooien gebruikt.
Looizuur wordt ook gebruikt in de uitvoering van de zilverimpregnatietechniek volgens Fontana en Tribondeau. Dit is een techniek om treponemen te kleuren.

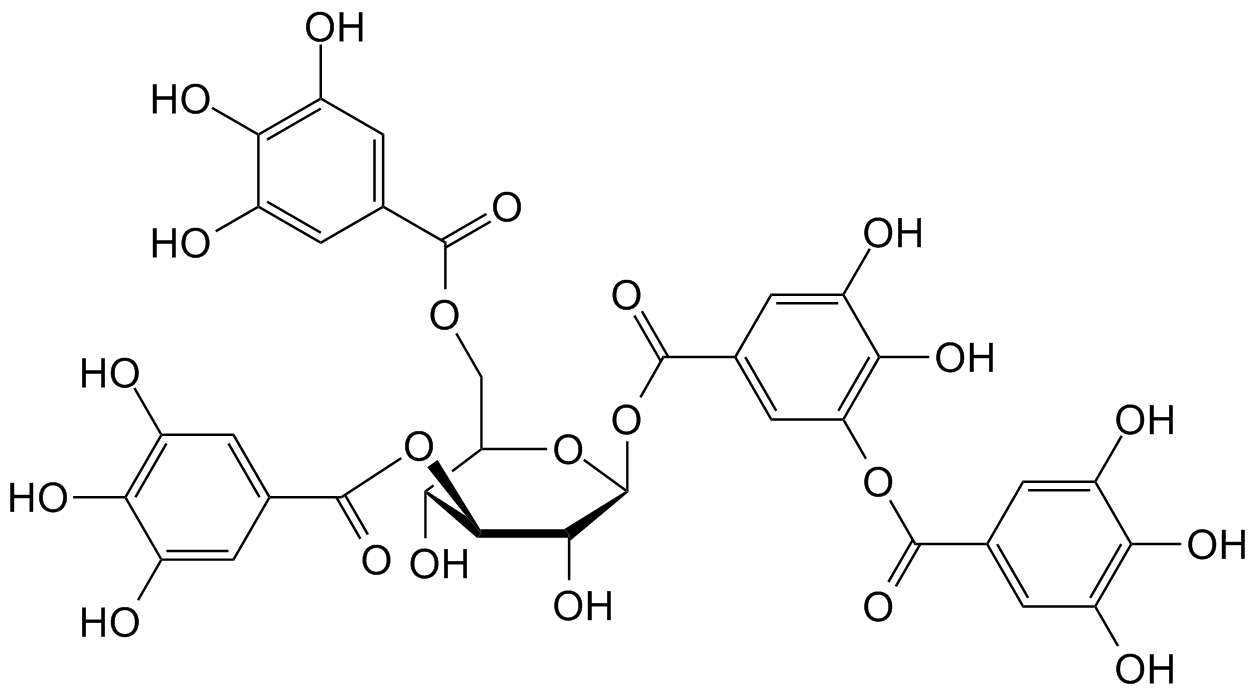
Structuurformule van een looizuur met 4 galluszuurmoleculen en 1 glucosemolecuul; bij een looizuur met 8 galluszuurmoleculen zit op de plaats van de nog twee overgebleven OH-groepen van het glucosemolecuul nog twee aan twee galluszuurmoleculen.

Negentiende-eeuwse filologen die zich bezighielden met middeleeuwse handschriften in de volkstaal en die onvoldoende leesbaar vonden, maakten soms gebruik van 'acidum tannicum' alias 'reagens' (looizuur) om slecht leesbare inkt beter leesbaar te maken. Het positieve effect was kortstondig, het langetermijneffect was desastreus en onomkeerbaar. Een exemplarisch slachtoffer van deze 'chemische oorlogvoering' is het handschrift Leiden, UB LTK 191-2: Floris ende Blancefloer. 

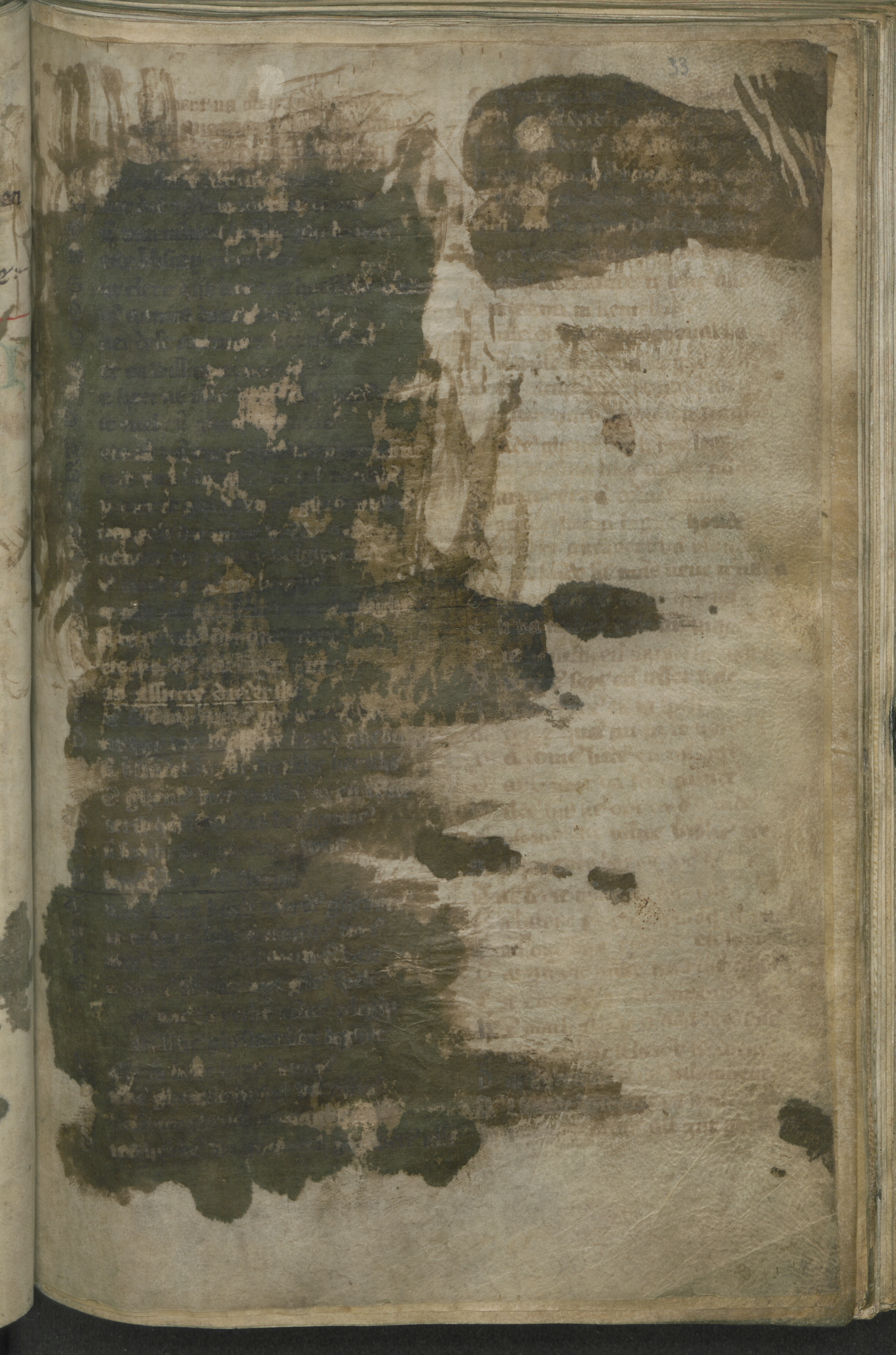